# História da Finlândia

## Pré-História

### Paleolítica
Se for uma informação verdadeira, o mais antigo sítio arqueológico na Finlândia seria o Wolf Cave em Kristinestad, Österbotten. Há escavações em curso e se essa medida apresenta estimativas seguramente verdadeiras, seria o único pré-glacial (Neandertal) sítio encontrado nos Países nórdicos e em cerca de 130.000 anos.

### Mesolítica
Os primeiros vestígios do homem moderno são conhecidos a partir de 8.500 a.C.e são pós-glacial. As pessoas primeiramente agiam conforme o sistema Caçador-colector. Seus itens são conhecidos como cultura Suomusjärvi e cultura Kunda.

### Neolítica
Por volta de 5.300 a.C.a cerâmica apareceu na Finlândia. Os primeiros representantes disto pertencem ao, em inglês, Comb Ceramic culture. Suas decorações destacam-se por padrões distintos. Esse conjunto de estudos acredita que marca o início da era neolítica na Finlândia, embora a subsistência ainda era baseada na caça e na pesca. Extensas redes de intercâmbio existiram em toda a Europa durante a Finlândia e o Norte da Europa durante 5 milênios a.C.

### Ano do Bronze
A Idade do Bronze começou algum tempo após 1.500 a.C. As regiões costeiras da Finlândia foram uma parte da cultura Nórdica na Época do Bronze.

### Cronologia da linguagem fino-úgrica, filandesa, indo-europeia e gêrmanica na Finlândia
A questão das linhas do tempo referente à evolução e disseminação das línguas contemporâneas nessa região é controversa e novas teorias desafiadoras são introduzidas continuamente.
No momento, a presunção sobre a disseminação mais ampla diz que a Finlândia-Úgrica (ou Urálica) foi a primeira língua falada na Finlândia e que as áreas adjacentes foram durante o Comb Ceramic period, por volta do mais tardar de 4 000 a.C. Pensa-se que a língua finlandesa pode ter começado a criar diferenças durante a Idade do Ferro, a contar do século I d.C. em frente.

### Idade do Ferro
As primeiras descobertas de ferro importado e lâminas de ferro e locais de trabalho aparecem em 500 a.C. Em cerca de 50 d.C. existem indicadores de intenso comércio de longa distância na litoral finlandês. Os habitantes trocavam seus produtos, principalmente peles, armas e ornamentos com os baltos e escandinavos, e também com os povos ao longo das rotas comerciais do oriente. No início da Idade do Ferro, os finlandeses apareceram pela primeira vez em um documento escrito quando Tácito menciona fenos (Fenni) na sua Germânia. No entanto, isso não possui clareza suficiente para comprovar que tem relação com a população finlandesa da época. Os primeiros documentos escandinavos que citam algo como terra dos finlandeses são duas pedras, datadas, supostamente, por volta do décimo primeiro século. A Idade do Ferro na Finlândia termina por volta de 1 150

## Domínio Sueco
Durante os séculos IX e X, a cultura dos viquingues, com o comércio, prosperou na Suécia, a qual iniciou a conquista de novas terras. A expansão escandinava dirigiu-se em primeiro lugar para oriente, na direção da Finlândia, dos Estados Bálticos, da Rússia e do Mar Negro. A Finlândia, muito escassamente povoada e sem organização estatal, era objeto de interesse por parte dos dois poderosos vizinhos comerciais - a Suécia e a República da Novogárdia. Na segunda metade do século XII, por volta de 1150, os Suecos, liderados pelo rei Érico o Santo, fizeram uma primeira cruzada na Finlândia para converter os pagãos finlandeses ao cristianismo. Na esteira da presença missionária e militar, vieram colonos e comerciantes suecos, e em seguida foi estabelecida sucessivamente a presença dominadora da Igreja Católica e do Reino da Suécia.
A diocese de Åbo (Åbo ärkestift) foi fundada no século XIII, seguida de um número crescente de paróquias locais. O poder real sueco foi materializado nas fortalezas de Åbo, Tavastehus e Viborg. As hostilidades e guerras com a rival Novogárdia culminaram no Tratado de Nöteborg, no século XIV, pelo qual ficava regulada a partilha da Finlândia entre os dois invasores.

## União de Calmar
Entre 1389 e 1523, as três coroas escandinavas (Noruega, Suécia e Dinamarca) estiveram unidas, através de uma união pessoal, formando a União de Calmar. A rainha Margarida I regeu os três países de 1389 a 1412. A Finlândia era vista como a parte oriental do reino da Suécia, sendo designada inicialmente por Osterlândia (Österland) e mais tarde por Finland (Terra dos Finlandeses).

## Dissolução da União de Calmar
A União de Calmar finalmente dissolveu-se em 1523, e Gustavo Vasa tornou-se rei da Suécia. Durante seu reinado, foi introduzido o protestantismo, sendo realizada a Reforma Protestante. A administração e a recolha de impostos foram unificadas. Em 1550, foi fundada a cidade de Helsinque, sob o nome de Helsingfors, que, por mais que dois séculos, continuou sendo um pequeno vilarejo de pescadores. Seguindo a política de Reforma, em 1551, Mikael Agricola, bispo de Turku, publicou sua tradução do novo testamento para a língua finlandesa.
Com a morte do rei Gustavo Vasa, em 1560, sua coroa passou para seus três filhos em períodos distintos. O rei Érico Vasa começou uma era de expansionismo, quando a coroa sueca tomou a cidade de Tallinn, na Estônia, em 1561. A guerra da Livônia foi o começo de uma era de guerras que perdurou por 160 anos. Na primeira fase, a Suécia lutou pela liderança da Estônia e da Letônia contra Dinamarca, Polónia e Rússia. O povo da Finlândia sofreu por causa de altos impostos e abusos por parte dos militares. Isso resultou na revolta das clavas de 1596, uma revolta de camponeses, que foi reprimida violentamente. Um tratado de paz com a Rússia, o tratado de Teusina, assinado em 1595, moveu as fronteiras finlandesas para leste e norte.
Uma fato notável na história finlandesa, durante o século XVI, foi o incentivo da coroa sueca à agricultura nas vastas regiões centrais da Finlândia. Isso foi feito, e uma parte dos lapões foi expulsa. Algumas das regiões exploradas eram tradicionalmente territórios de pesca e caça dos povos carelianos, resultando, durante a década de 1580, em algumas regiões, num conflito entre colonos finlandeses e carelianos.
Entre 1611 e 1632, a Suécia foi governada pelo rei Gustavo Adolfo II, tendo sido realizadas reformas militares, que tornaram as pequenas milícias de camponeses num grande exército. A Suécia conquistou a Livônia e alguns territórios foram tomados da Rússia no tratado de Stolbovo. Em 1630, exércitos sueco-finlandeses tomaram parte na guerra dos Trinta Anos, entre protestantes e católicos, na Alemanha. A cavalaria leve finlandesa, conhecida como Hakkapeliitat teve um papel importante nesse conflito.
Entre 1637 e 1640 e entre 1648 e 1654, o conde Per Brahe foi o governador-geral da Finlândia. Muitas reformas importantes foram realizadas, e muitas cidades foram fundadas. Sua administração foi considerada um período benéfico ao desenvolvimento da Finlândia. Em 1640, a primeira universidade finlandesa, a Universidade de Turku, foi fundada, proposta pelo conde Per Brahe e realizada pela rainha Cristina da Suécia. Em 1642, a Bíblia foi completamente traduzida para a língua finlandesa.

## Império Sueco
A partir da paz de Vestfália, em 1648, a Suécia passou a ser incluída entre as grandes potências europeias, como o Império Sueco. As altas taxações, guerras e o clima frio fizeram a era imperial da Suécia ser uma época ruim para os camponeses finlandeses. Entre 1655 e 1660, lutaram-se as guerras do norte, levando soldados finlandeses para batalhas na Livônia, Polônia e Dinamarca.
Entre 1638 e 1654, onde hoje estão os estados americanos de Delaware e Pensilvânia, a Suécia teve colônias, onde pelo menos metade dos imigrantes eram finlandeses. Em 1676, a Suécia se transformou em uma monarquia absolutista.
Do ponto de vista religioso, o século XVII foi marcado por intensa ortodoxia luterana, havendo o fenômeno da caça às bruxas. Na regiões da Finlândia central e oriental, grandes quantidades de alcatrão eram produzidas para exportação, pois as nações européias precisavam desse material para a manutenção de suas marinhas. Devido ao surgimento de sentimentos de pré-capitalismo, a caça às bruxas nessas regiões se intensificou. Entre 1697 e 1699, mais de 30% da população finlandesa morreu por falta de alimentos, causada pelo clima.

## Da Guerra do Norte à Guerra Finlandesa
Durante Grande Guerra do Norte, entre 1700 e 1721, a Finlândia foi ocupada por forças russas, e a região sul, incluindo a cidade de Viborgue, foi anexada à Rússia, após o tratado de Uusikaupunki. Após esse incidente, a Suécia deixou de ser incluída entre as grandes potências. A monarquia absolutista foi abolida, e a dieta da Suécia passou a governar o país. O poder ficou dividido entre dois grandes partidos: Mösspartiet e Hattpartiet. Enquanto o Mösspartiet defendia relações pacíficas com a Rússia, o povo finlandês apoiava o Hattpartiet.
A sociedade era dividida em quatro castas ou grupos sociais: camponeses (livres de impostos), clérigos, nobres e burgueses. A Finlândia possuía menos de 470 mil habitantes (de acordo com os registros da Igreja Luterana; os ortodoxos habitantes da Carélia do Norte não foram incluídos), dos quais aproximadamente 90% eram compostos de camponeses.

## Grão-Ducado Russo
Na sequência das Guerras Napoleónicas, a Suécia e a Rússia ficaram em campos opostos.

Com a vitória do Império Russo na Guerra Finlandesa, foi assinado o tratado de Hamina, pelo qual a Finlândia passou a ser parte da Rússia, com o estatuto de Grão-Ducado da Finlândia (em finlandês:  Suomen suuriruhtinaskunta), ficando o czar, como monarca constitucional, a governar a Finlândia com o título de grão-duque.

O grão-ducado teve duas capitais: Turku, até 1812, e Helsinque, a partir de 1812 (a atual capital da Finlândia).

## Independência e Guerra Civil
A Finlândia começou seu processo de independência com a deposição do czar por forças mencheviques. Após essa primeira revolução, ocorrida na Rússia, começaram a acontecer nos dois países - Finlândia e Rússia - conflitos entre as forças de direita e de esquerda. Com a revolução bolchevique na Rússia, e com o reconhecimento da independência da Finlândia por parte de Lênin, o conflito pelo controle do país se tornou uma luta armada entre os vermelhos, social-democratas apoiados pela recém-formada União Soviética, e os brancos, de direita, apoiados pelo Império Alemão. Esse conflito ficou conhecido como guerra civil finlandesa. Os brancos venceram a guerra, e a Finlândia foi anexada ao território alemão. A Finlândia teve verdadeiramente sua independência apenas após a derrota do Império Alemão na Primeira Guerra Mundial.

## Entre-guerras
Com a derrota alemã na Primeira Guerra Mundial, formou-se a República da Finlândia e Kaarlo Juho Ståhlberg foi eleito como seu primeiro presidente, em 1919.
A recém-formada república enfrentou uma disputa pela soberania do arquipélago de Åland, que havia maioria de falantes de sueco. Como a Finlândia não queria ceder o domínios sobre as ilhas, ofereceu a elas o status de território autônomo. Como os cidadãos das ilhas eram contra essa proposta, a disputa foi levada à Liga das Nações, que decidiu que as ilhas deveriam ser tornadas províncias autônomas, dentro da Finlândia, grantindo aos cidadãos o direito de manter a língua sueca, bem como sua própria cultura e suas tradições. Ao mesmo tempo, um tratado internacional definiu Åland como um território neutro, proíbindo a instalação de forças e bases militares na região.
Após a guerra civil, muitos acidentes de fronteira ocorreram entre Finlândia e URSS. As relações com os soviéticos só melhoraram após a assinatura do tratado de Tartu, em 1920.
Surgiu, em 1929, o movimento de Lapua, de inspirações nacionalistas e conservadoras remanescentes da guerra civil, que ganhou apoio entre os finlandeses anticomunistas. Após uma tentativa fracassada de golpe de estado, ocorrida em 1932, na chamada rebelião de Mäntsälä, o movimento foi banido e seus líderes presos.

## Segunda Guerra Mundial

### Guerra de Inverno
Durante a Segunda Guerra Mundial, o governo da União Soviética exigiu a entrega de bases militares e territórios finlandeses, em 29 de Setembro de 1939. Como o governo da Finlândia se opôs às exigências soviéticas, a guerra entre os países era iminente.
Ocorreu um suposto incidente, no qual o governo soviético alegou que tropas finlandesas dispararam tiros de canhão contra tropas soviéticas, matando alguns soldados. Após esse suposto incidente, o governo soviético exigiu a retirada de tropas até uma distância de 25 km da frente. A resposta finlandesa, que só retiraria suas tropas se os soviéticos fizessem o mesmo, era acompanhada por uma análise, de que os tiros teriam sido disparados do próprio território soviético.
Na manhã de 30 de Novembro de 1939 é anunciado o início das hostilidades entre os países. Até Janeiro de 1940, a guerra ficou marcada por investidas soviéticas repelidas pelo exército finlandês, mais fraco e menor que o soviético. No dia 11 de Fevereiro de 1940, a Finlândia foi afligida por ataques mais pesados, e a frente finlandesa foi finalmente derrubada.
Sabendo que as forças finlandesas não poderiam suportar os ataques por mais tempo, o presidente do conselho de defesa finlandês, Mannerheim, ordena a retirada imediata das tropas finlandesas da Linha de Mannerheim. Com a retirada finlandesa, e com a proximidade do degelo, quando os lagos e pantanos derreteriam impossibilitando a passagem de tanques e suprimentos, as forças soviéticas partem para uma ofensiva mais veloz.
Em 7 de Março de 1940, duas divisões soviéticas chegaram à margem setentrional da baía de Vyborg. Concentraram a sua artilharia nesse setor e desencadearam bombardeios. Dois dias depois, conseguiram abrir caminho entre Vyborg e Helsinque. No istmo da Carélia, uma enorme investida soviética rompeu as linhas finlandesas, abrindo uma brecha de 20 km de extensão a leste de Vyborg. Lutando com o que restava de suas forças, os finlandeses recuaram. Em 3 de Março, seis divisões russas atacam Vyborg, combatendo os sobreviventes de apenas três regimentos finlandeses, que foram finalmente derrotados.